# アイザック・グリューネヴァルト
アイザック・グリューネヴァルト（Isaac Grünewald、1889年9月2日 - 1946年5月22日）はスウェーデン生まれのユダヤ系の画家、イラストレーター、舞台芸術家である。スウェーデンのモダニズム美術の中心的な役割を演じた。

## 略歴
ストックホルムで生まれた。1905年から1908年までストックホルムのスウェーデン美術家協会の美術教室(Konstnärsförbundets skola)で学んだ後、19歳で、同僚のアイナル・ジョリーン(Einar Jolin: 1890-1976)とアイナル・ネルマン(Einar Nerman : 1888–1983)とパリに出て、アンリ・マティスが1908年から1911年まで教えた「アカデミー・マティス」で学んだ。絵の才能と議論好きであったことから、スウェーデンにおけるモダニズムの中心的な役割を演じることになった。1909年に北欧の画家たちとスウェーデンで展覧会を開いた。この年、モダニズムの画家シグリド・イェルテン(Sigrid Hjertén: 1885-1948)と知り合い、イェルテンも、アカデミー・マティスで学び、2人は1911年に結婚した。
まだ28歳であった1917年にストックホルムのリリエバルク美術館を借りて、作品展を開き300点の作品を展示したが、新聞などからはユダヤ人への偏見もあって、マチスの模倣者であるといった批評を受けたが、有力なスウェーデンの画家、	カール・ラーションはグリュンヴァルトを擁護した。
前衛的な舞台美術家としても働き、スウェーデン王立歌劇場で上演された「サムソンとデリラ」の舞台美術はマスコミからは不評であったが、聴衆には好評であり、長く用いられ、ストックホルムや、パリ、コペンハーゲンで上演された舞台の約30のセットを作成した。
1932年から1942年までスウェーデン王立美術院の教授を務め、1941年に自分の美術学校を開校した。ドイツでナチスが権力を掌握すると、ドイツでグリュンヴァルトの作品は「退廃芸術」に指定され、1937年にハンブルク美術館に収蔵されていた作品は没収され、「退廃芸術」の処分者となった画商のベルンハルト・ベルマーが国外に売却することによってベルマーが利益を得ることになった。第二次世界大戦中は、磁器工場のデザイナーとして働いた。1945年にスウェーデン国王から芸術家に送られるPrins Eugen-medaljenを受賞した。
シグリド・イェルテンは精神的に病み、入院することになり、1937年に離婚した。
再婚した2度目の妻と1946年にノルウェーのオスロ近くで飛行機の墜落事故のために亡くなった。

## 作品

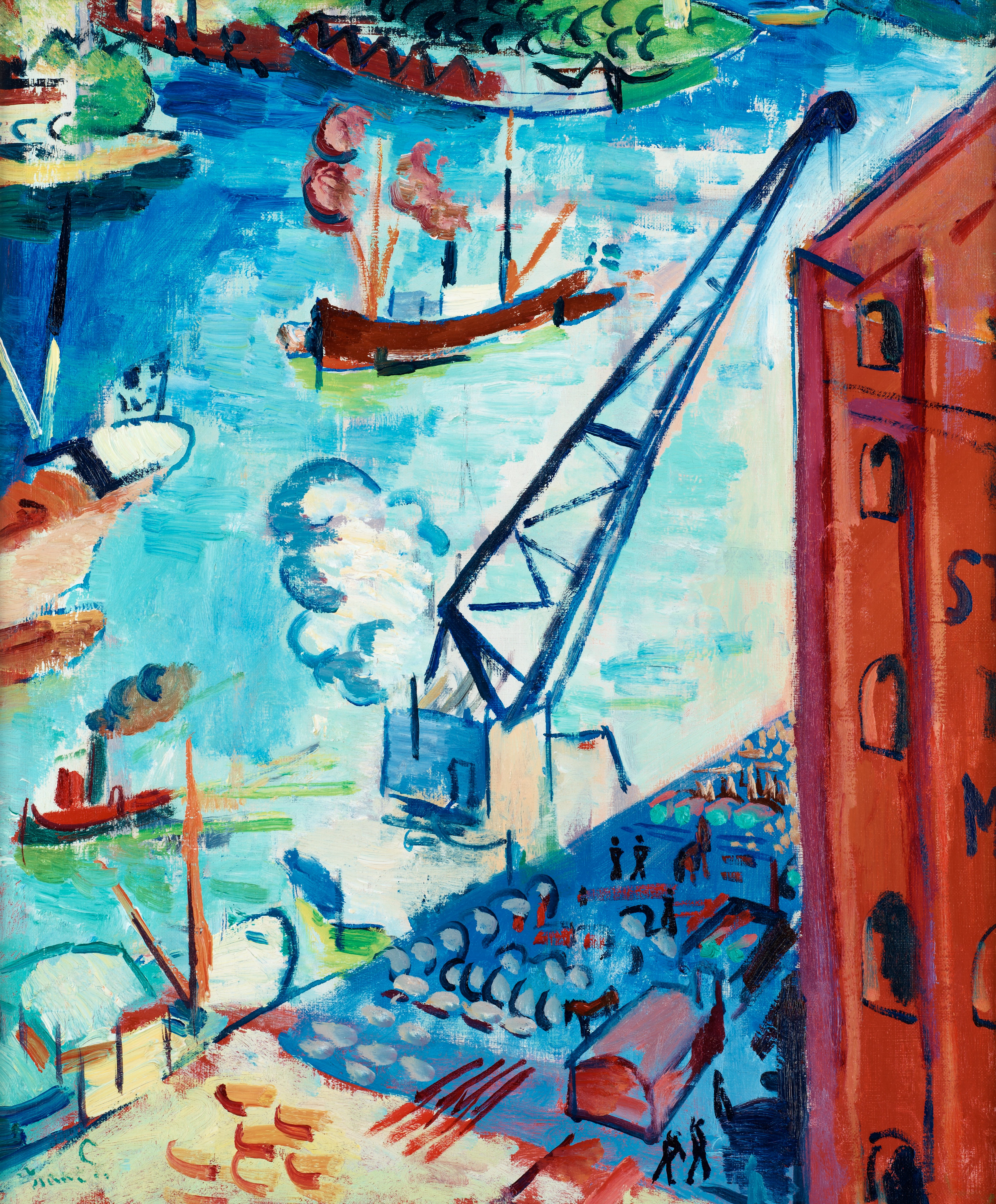
カステルホルメン島を望むStadsgårdenの風景(1917)
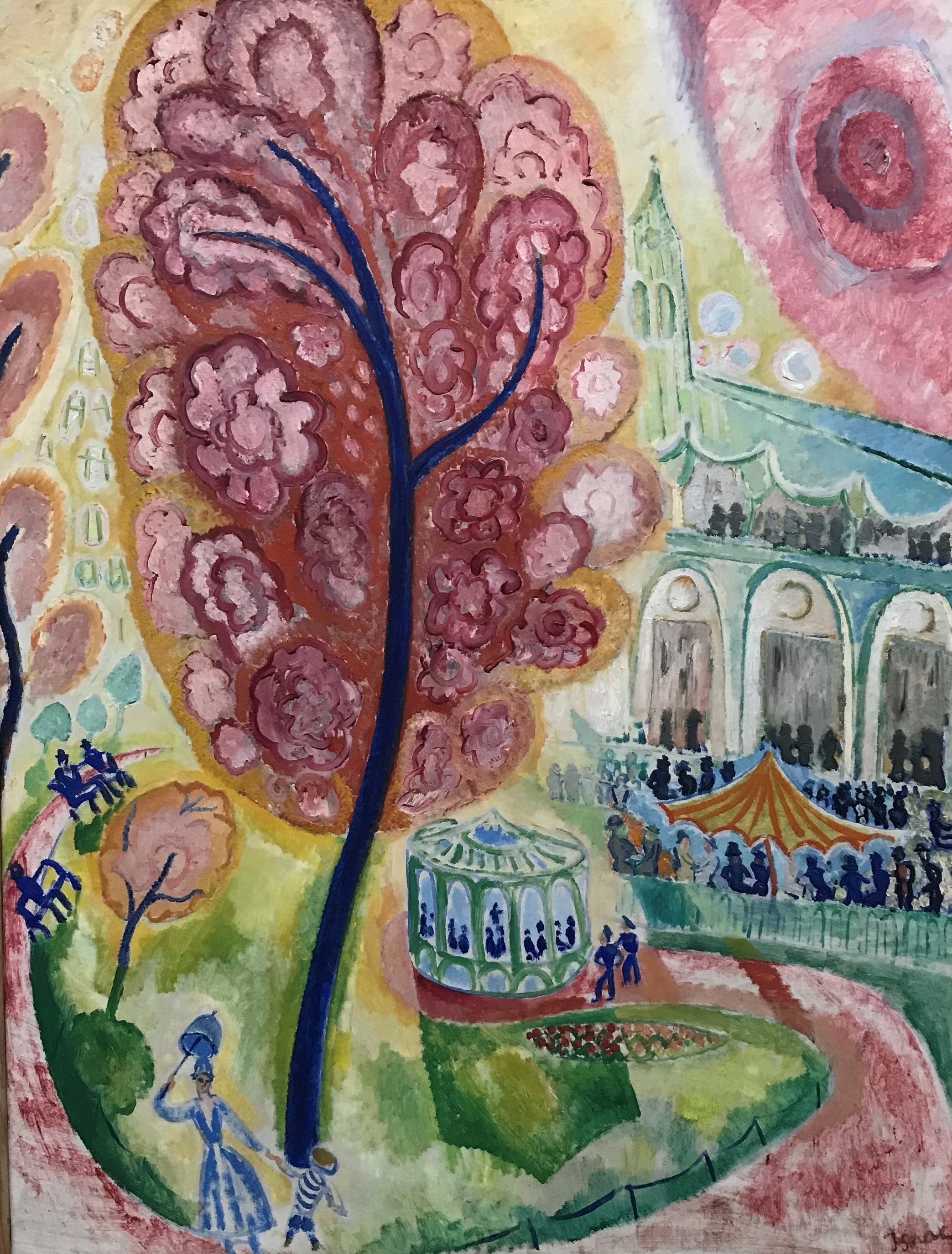
歌う木(1915)
肖像画
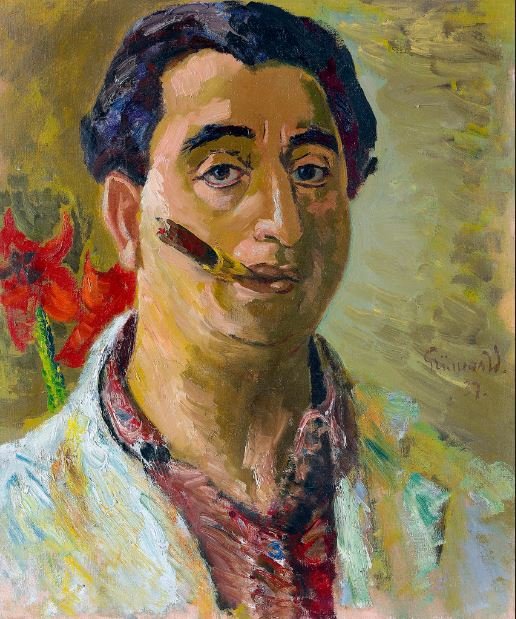
自画像(1937)